# ISO 3166-2:TC
ISO 3166-2:TC est le code des subdivisions des Îles Turques-et-Caïques dans la codification ISO 3166-2.
Pour l'instant, aucun code n'est attribuée à ces subdivisions.